# Hämerten
Hämerten ist eine Ortschaft und ein Ortsteil der Stadt Tangermünde im Landkreis Stendal in Sachsen-Anhalt.

## Geographie

### Lage
Hämerten, ein nach Süden erweitertes Straßendorf mit Kirche, liegt am linken Ufer der Elbe, 5 Kilometer nördlich von Tangermünde und 9 Kilometer östlich Stendal am Elberadweg in der Altmark. Östlich des Dorfes beginnt das Fauna-Flora-Habitat-Gebiet „Elbaue zwischen Derben und Schönhausen“ im Biosphärenreservat Mittelelbe.
Nachbarorte sind Staffelde im Nordwesten, Storkau (Elbe) im Norden und Tangermünde im Süden.

### Ortschaftsgliederung
Die Ortschaft umfasst die ehemalige Gemeinde mit dem heutigen Ortsteil Hämerten, also das Dorf Hämerten und den Wohnplatz Bahnhof Hämerten.

## Geschichte

### Mittelalter bis Neuzeit

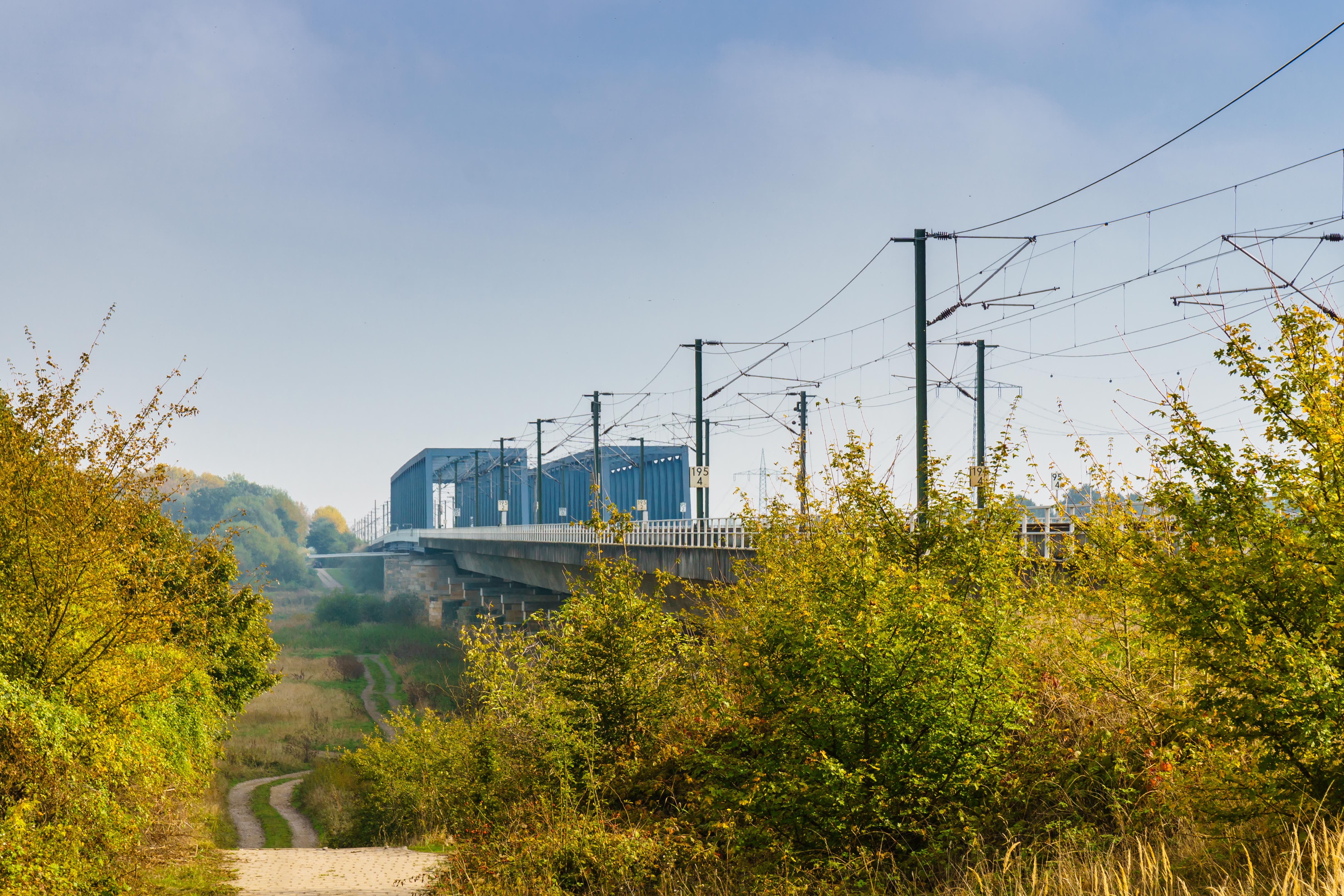
Elbbrücke in Hämerten

Um 1150 tauchte der Ort in einer Besitzurkunde des St. Ludgerikloster Helmstedt als Hamertunen auf. Um 1160 hieß er hamerten. Möglicherweise handelt es sich um eine der holländischen Gründungen unter Albrecht dem Bären – ein Ort namens Hamerten existierte seinerzeit zwischen Waal und Maas. Im Jahre 1238 wurde Hamerde erwähnt, als Graf Siegfried von Osterburg Dörfer und Besitz in der Altmark, mit denen er vorher vom St. Ludgerikloster Helmstedt belehnt worden war, dem Abt Gerhard von Werden und Helmstedt überschrieb. Im Landbuch der Mark Brandenburg von 1375 wird das Dorf als Heinerde und Hemerde  aufgeführt.
Von 1375 bis 1587 war der Ritterhof in Hämerten im Besitz der Familie von Buchholz, fiel dann an den Rat der Stadt Stendal, wie auch zwei später gegründete Ritterhöfe derer von Buchholz im Jahre 1657. Seit 1448 besaßen auch die von Itzenplitz auf Jerchel die Hälfte des Dorfes. Dieser Familie und dem Rat von Stendal ist das Patronatsrecht verblieben.
Von großer Bedeutung war und ist der Elbedeich bei Hämerten, er schützt bei Hochwassern die Stadt Stendal und die gesamte Uchteniederung. Als dieser 1425 den Wassermassen der Elbe nicht standhielt, wurde auch Stendal überflutet. Davon zeugt noch ein Fisch in der Stendaler Marienkirche. Die Lasten der Deicherhaltung und Deichsanierung waren deshalb auf alle gefährdeten Ortschaften verteilt. Bereits 1695 existierte eine Deichordnung in der Altmark.
Als die Dänen im Dreißigjährigen Krieg bei Tangermünde lagerten, soll Hämerten von ihnen geplündert worden sein.
Im Jahr 1871 wurde eine Eisenbahnüberführung über die Elbe, die Elbebrücke Hämerten in Betrieb genommen. Am 1. Oktober 1873 wurde der Betrieb der „fiskalischen Fähranstalt bei Hämerten“ eingestellt.

### Archäologie
1753 berichteten Johann Christoph Becmann und Bernhard Ludwig Beckmann über zwei Grabhügel bei Hämerten, von denen der Prediger Martin Christian Hübener aus Krusemark behauptete, es wären Trophäen des Claudius Drusius.
1903 fanden erfolgreiche Ausgrabungen auf dem La-Tène-Zeit-Gräberfeld auf dem Hermsberge nördlich von Hämerten, unweit des Ortsausganges zwischen dem Storkauer Weg und dem Abhang zur Elbe, statt. Paul Kupka beschrieb und zeichnete im Jahr 1905 die Funde von Carl Hartwich aus 18 Gräbern. Schon 1828 hatte Pastor Heinzelmann erfolglose Grabungen dort angestellt.
In den Fünfziger und Sechziger Jahren des 20. Jahrhunderts wurden in Hämerten Funde aus spätrömischer Zeit geborgen, keramische Gefäße und eine Fibel, die im Altmärkischen Museum in Stendal aufbewahrt werden.
Ende der 1970er Jahre wurden bei Schachtarbeiten auf einem Privatgrundstück slawische Grubenhäuser den 7. bis 10. Jahrhunderts gefunden.

### Herkunft des Ortsnamens
Heinrich Sültmann meint der Name 1160 hamerten, 1238 hamerde, 1540 hemert, stammt vom altsächsischen „hamur“, althochdeutsch „hamar“ für „Hammer, Stein, Klippe“, die Schlußsilbe
„ten“ von der altsächsischen Endung „ithi“. Der „Ort am Abhang“ soll von Niederländern begründet sein, die den Namen aus ihrer Heimat „Op-“ und „Neer-Hemert“ mitgebracht hätten.

### Eingemeindungen
Hämerten gehörte bis 1807 zum Tangermündeschen Kreis, dann bis 1813 zum Kanton Tangermünde. Danach kam die Gemeinde Hämerten zum Kreis Stendal, dem späteren Landkreis Stendal. Ab 25. Juli 1952 gehörte die Gemeinde Hämerten zum Kreis Stendal. Schließlich kam sie am 1. Juli 1994 zum Landkreis Stendal.
Bis zum 31. Dezember 2009 war Hämerten eine selbständige Gemeinde und gehörte der jetzt aufgelösten Verwaltungsgemeinschaft Tangermünde an.
Durch einen Gebietsänderungsvertrag hat der Gemeinderat der Gemeinde Hämerten am 9. Juni 2009 beschlossen, dass die Gemeinde Hämerten in die Stadt Tangermünde eingemeindet wird. Dieser Vertrag wurde vom Landkreis als unterer Kommunalaufsichtsbehörde genehmigt und trat am 1. Januar 2010 in Kraft.
Nach Eingemeindung der bisher selbstständigen Gemeinde Hämerten wurde Hämerten Ortsteil der Stadt Tangermünde. Für die eingemeindete Gemeinde wurde die Ortschaftsverfassung nach den §§ 86 ff. der Gemeindeordnung Sachsen-Anhalt eingeführt. Die eingemeindete Gemeinde Hämerten und künftige Ortsteil Hämerten wurde zur Ortschaft der aufnehmenden Stadt Tangermünde. In der eingemeindeten Gemeinde und nunmehrigen Ortschaft Hämerten wurde ein Ortschaftsrat mit vorerst neun Mitgliedern einschließlich Ortsbürgermeister gebildet.

### Einwohnerentwicklung
| Jahr | Einwohner |
| ---- | --------- |
| 1734 | 162       |
| 1772 | 083       |
| 1790 | 208       |
| 1798 | 185       |
| 1801 | 205       |
| 1818 | 225       |

| Jahr | Einwohner |
| ---- | --------- |
| 1840 | 237       |
| 1864 | 256       |
| 1871 | 276       |
| 1885 | 265       |
| 1892 | [00]288   |
| 1895 | 275       |

| Jahr | Einwohner |
| ---- | --------- |
| 1905 | 309       |
| 1900 | [00]288   |
| 1910 | [00]295   |
| 1925 | 368       |
| 1939 | 288       |
| 1946 | 513       |

| Jahr | Einwohner |
| ---- | --------- |
| 1964 | 297       |
| 1971 | 247       |
| 1981 | 213       |
| 1993 | 186       |
| 2000 | [00]226   |
| 2006 | 211       |

| Jahr | Einwohner |
| ---- | --------- |
| 2010 | 208       |
| 2014 | 209       |
| 2015 | 215       |
| 2019 | 230       |
| 2020 | 244       |
| 2021 | 234       |

| Jahr | Einwohner |
| ---- | --------- |
| 2022 | [0]238    |
| 2023 | [0]235    |

| Jahr                  | 1871 | 1885 | 1895 | 1905 |
| Haus an der Elbbrücke | 6    |      |      |      |
| Elbbrücke             |      | 19   | 15   |      |
| An der Elbbrücke      |      |      |      | 19   |

Quelle, wenn nicht angegeben, bis 2006:

## Religion

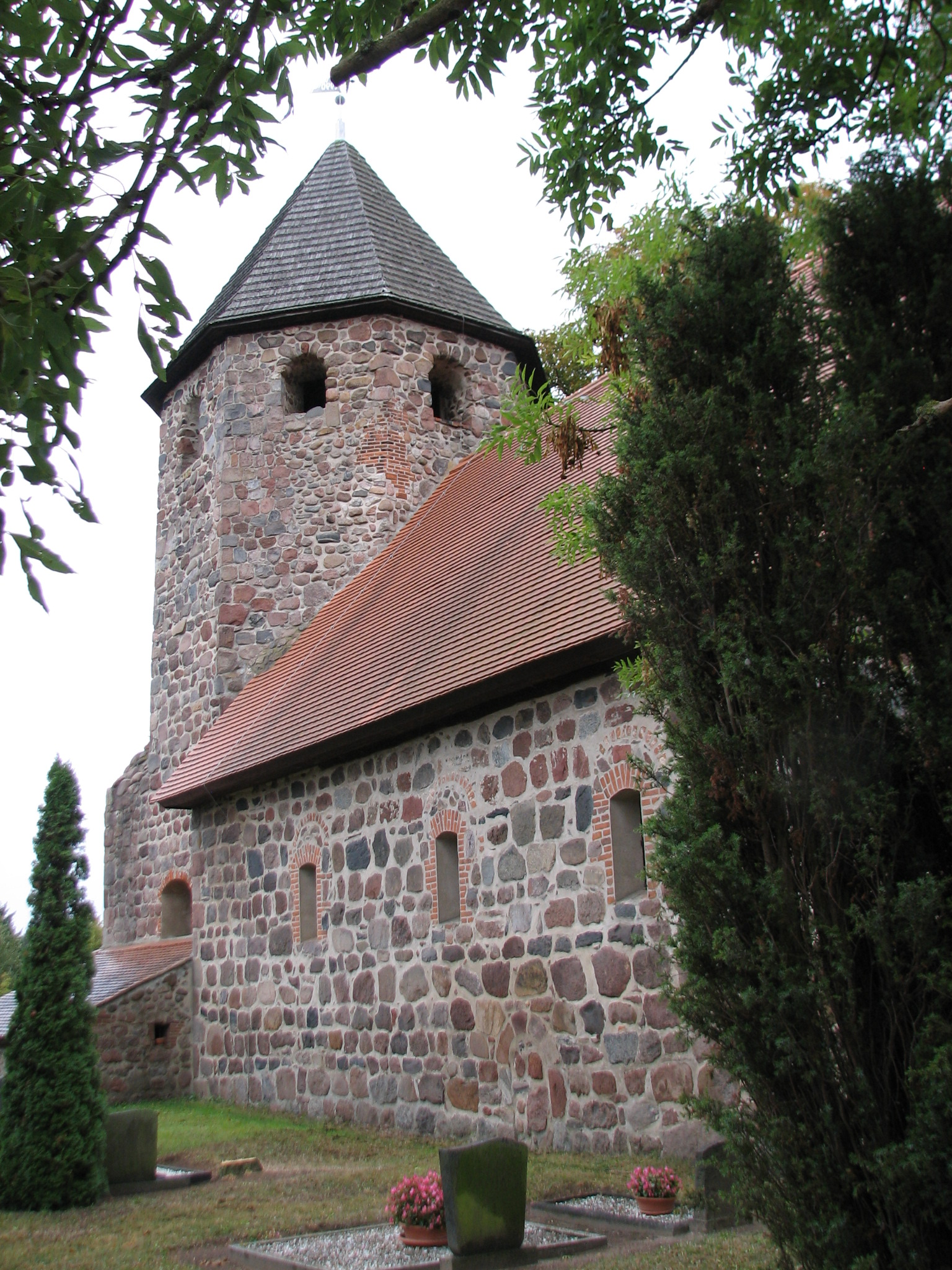
Dorfkirche Hämerten

- Die evangelische Kirchengemeinde Hämerten, die früher zur Pfarrei Hämerten gehörte,[23] wird heute betreut vom Pfarrbereich Tangermünde im Kirchenkreis Stendal im Bischofssprengel Magdeburg der Evangelischen Kirche in Mitteldeutschland.[24] Die ältesten überlieferten Kirchenbücher für Hämerten stammen aus dem Jahr 1695.[25]
- Die katholischen Christen gehören zur Pfarrei St. Elisabeth in Tangermünde im Dekanat Stendal im Bistum Magdeburg.[26]

## Politik

### Bürgermeister
Seit der Wahl im Jahre 2019 ist Astrid Baklarz Ortsbürgermeisterin der Ortschaft.
Die letzte Bürgermeisterin der Gemeinde Hämerten war Annedore Voß. Von 2014 bis 2017 war Christine Bahr Ortsbürgermeisterin der Ortschaft.

### Ortschaftsrat
Bei der Ortschaftsratswahl am 9. Juni 2024 stellte sich die „Wählergemeinschaft Hämerten“ zur Wahl. Sie erreichte alle 7 möglichen Sitze. Gewählt wurden 3 Ortschaftsrätinnen und 4 Ortschaftsräte. Von 183 Wahlberechtigten hatten 149 ihre Stimme abgegeben, die Wahlbeteiligung betrug damit 81,42 Prozent.

## Kultur und Sehenswürdigkeiten

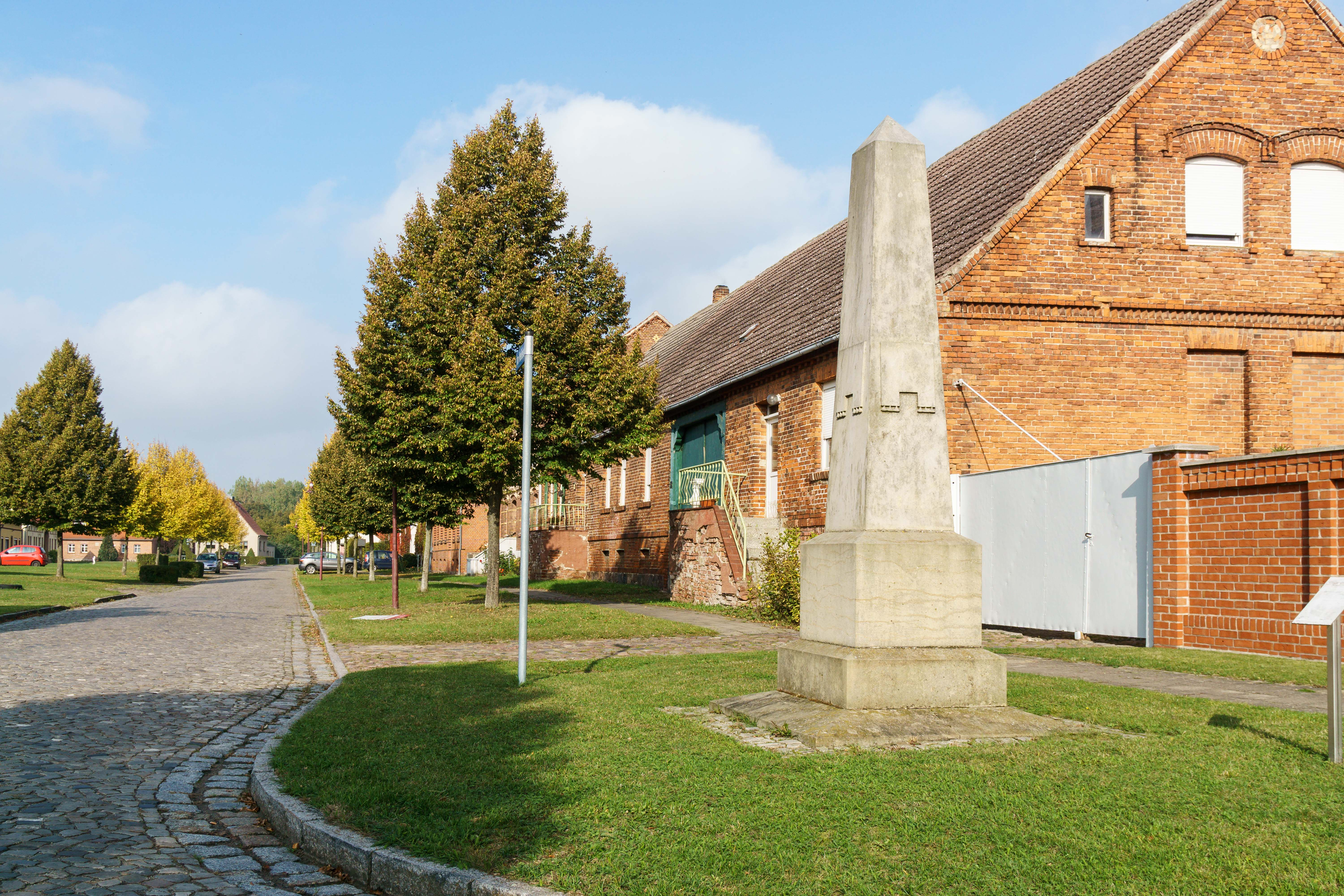
Preußischer Ganzmeilenobelisk

- Die evangelische Dorfkirche Hämerten, eine achteckige Chorturmkirche, ist ein Feldsteinbau mit Backsteineinzelheiten. Eine dendrochronologische Untersuchung zweier Proben mit Waldkante des Eichen-Dachwerkes des Kirchenschiffs lieferte ein Fälldatum um etwa 1191.[29] Der Dachstuhl ist die älteste erhaltene hölzerne Stabkonstruktion in Deutschland.[30]
- Die Kirche steht mitten im Ortsfriedhof, der von einer Findlingsmauer mit einem Backsteintorbogen umgeben ist.[15]
- An der Kirche steht ein Denkmal für die Gefallenen des Ersten und Zweiten Weltkriegs, das Kriegerdenkmal Hämerten.
- Der preußische Rundsockelstein und der preußische Ganzmeilenobelisk stehen unter Denkmalschutz.

## Sage von den Riesen an der Elbe
Hanns H. F. Schmidt erzählte 1994 die Sage nach. Es lebten zwei Riesen, die sich auf der altmärkischen Seite der Elbe ansiedeln wollten. Der eine hieß Merten. Er baute sein Haus an den Elbwiesen, um näher beim Wasser zu sein, um Fischen zu können. Der andere Riese rechnete mit Hochwasser und Mücken, er siedelte auf dem hohen Ufer an der Elbe. Als im nächsten Frühjahr ein Hochwasser kam, schrie er schadenfroh „He, Merten!“ Das hörten auch die Bewohner des Landstrichs. Und als sie später vom Dorf sprachen, nannten sie es immer noch „He, Merten!“, was man später „Hämerten“ schrieb.
Der Lehrer Lühe erzählte 1908: Es lebten zwei Riesen in der Gegend, die eine passende Stelle suchten, wo sie ihre Wohnungen anlegen konnten. Einer hieß Merten, der wollte sein Haus auf den Elbwiesen erbauen, der andere fand die Stelle, wo jetzt das Dorf liegt, besser. Er rief seinem Kameraden aus der Entfernung zu: „He, Merten!“, damit dieser zu ihm käme und sich mit ihm über den Platz einigte. Das geschah auch, und sie bauten beide ihre Häuser an der Stelle. Das später hier entstandene Dorf bekam den Namen „Hemerten“, weil der Riese so seinen Kameraden gerufen hat.

## Verkehr
Bei Hämerten überqueren die Schnellfahrstrecke Hannover–Berlin und die Lehrter Bahn auf der Elbebrücke Hämerten den Fluss – es ist die einzige Eisenbahnbrücke über die Elbe auf dem über 100 Kilometer langen Abschnitt zwischen Magdeburg und Wittenberge. Es besteht auch Anschluss an Regionalbahnen im Bahnhof Hämerten in Richtung Stendal und Rathenow.
Durch Hämerten führt die Elbe-Uferstraße von Tangermünde nach Arneburg. Drei Kilometer südlich verläuft die Bundesstraße 188 (Stendal–Rathenow).
Es verkehren Linienbusse und Rufbusse der Regionalverkehrsbetriebe Westsachsen (RVW) unter dem Markennamen stendalbus.